# 회전 레스토랑

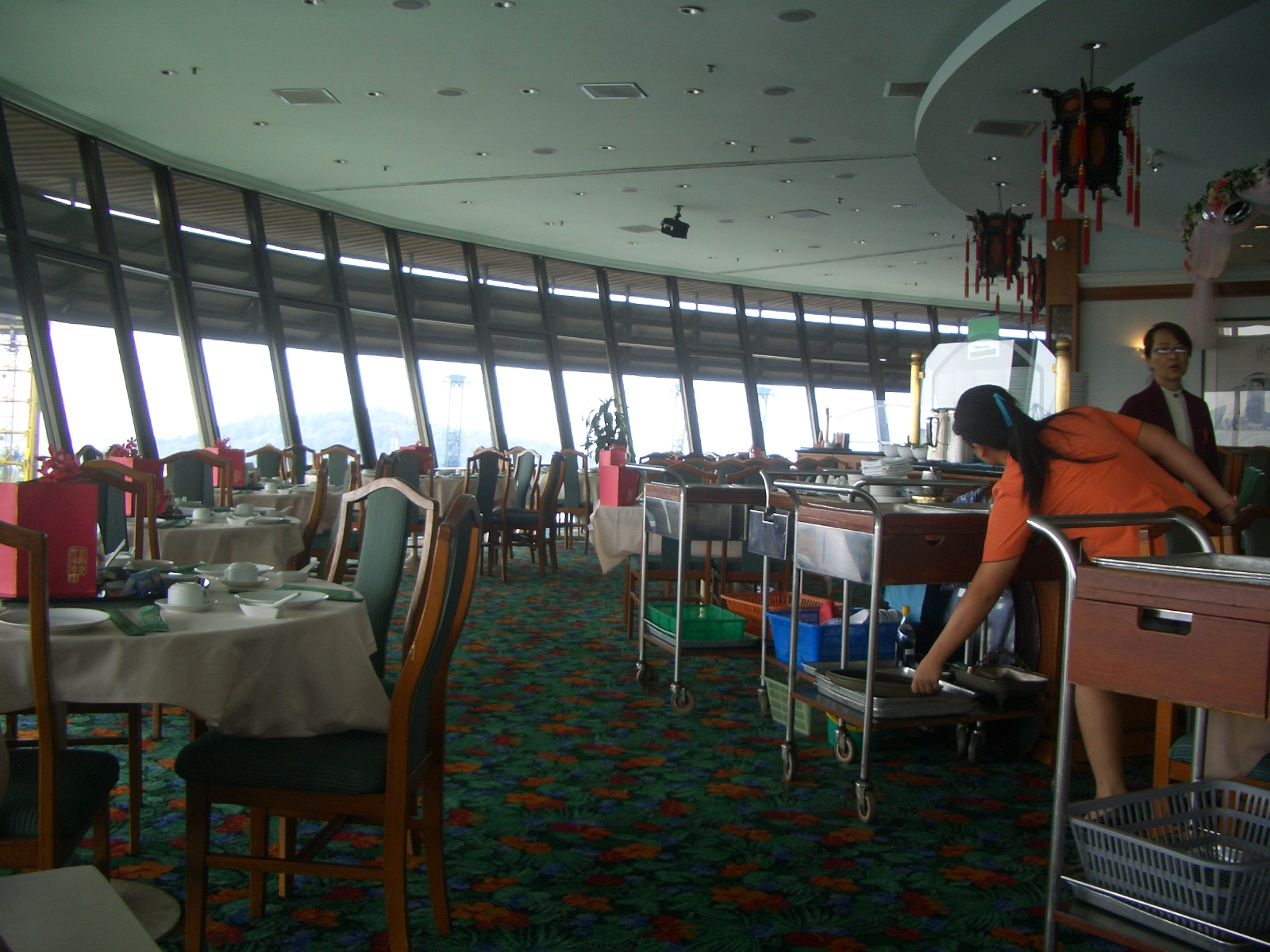
프리마 타워의 회전 레스토랑

회전 레스토랑은 레스토랑 중 바닥이 느린 속도로 회전하고 손님이 전경의 경치를 즐기면서 식사할 수 있게 되어있는 곳을 말한다. 회전 식당에 들어가려면 건물 중앙 계단, 엘리베이터 등에서 레스토랑 층까지 가고 건물 중앙부 바닥과 접해있는 천천히 회전하는 레스토랑 지면에 발을 밟으면 된다. 비슷한 구조로 레스토랑이 아닌 전망을 즐길 수 있는 회전 전망대가 있다.

## 같이 보기
- 구기 건축